# Stadionul Fortuna
Stadionul Fortuna este un stadion de fotbal din Covaci care este folosit de echipa ACS Fortuna Covaci.